# Несбё, Ю
Ю Не́сбё (норв. Jo Nesbø [ˈjuː ˈnɛ̀sbøː]; род. 29 марта 1960 года, Осло, Норвегия) — норвежский писатель и музыкант, ранее экономист и журналист. Обладатель нескольких литературных премий.
Несбё главный вокалист и автор песен норвежской рок-группы Di Derre.
Известность ему принесли детективные романы об инспекторе Харри Холе. Он также является автором детских книг о докторе Прокторе.

## Биография
Ю Несбё вырос в Молде. Мать Несбё работала библиотекарем, и у будущего писателя достаточно рано появился интерес к литературе.
В юности увлекался футболом, а в возрасте 17 лет играл за футбольный клуб «Мольде», пока не получил серьёзную травму колена. Из-за этого увлечения отметки в школе были весьма посредственные, что не позволило поступить в университет. После окончания школы три года служил в армии, где активно занимался самообразованием. После окончания службы в армии Несбё поступил в Норвежскую школу экономики по специальности экономист.
После окончания института работал брокером и журналистом. В 1992 году стал основателем группы Di Derre, которая в 1994 году с альбомом «Jenter & sånn» согласно VG-lista заняла первое место в Норвегии по продажам. 
В 1997 году была издана первая книга Несбё «Нетопырь», которая получила положительные отзывы критиков.
Был у Ю и брат Кнут Несбё, с которым они вместе играли группе Di Derre, однако в 2013 году он погиб. 
Несбё является увлечённым скалолазом; он поднимался по альпинистским трассам категории 7c. Живёт в Осло, рядом с бывшей женой и дочерью. В 2008 году основал Фонд Харри Холе, целью которого является обучение детей в развивающихся странах чтению и письму.

## Творческий путь
Несбё представляет агентство Salomonsson Agency.
«Главная особенность творческого метода Ю Несбё состоит в том, чтобы максимально глубоко увязать персональную судьбу героя с событиями, которые ему приходится расследовать».
Ю Несбё получил признание в Скандинавии, а затем и в России благодаря серии криминальных романов о сыщике Харри Холе. Романы «Снеговик», «Леопард», «Полиция», «Жажда» и «Нож» занимают первые места в списках самых читаемых детективов по всему миру. В одной только Норвегии романы Несбё вышли суммарным полуторамиллионным тиражом, а по всему миру – в одиннадцати миллионах копий на сорока языках.
В 2024 году его роман "Kongen av Os" (англ. Blood Ties) стал одним из самых продаваемых (2 место) норвежских криминальных романов в списке, опубликованном Ассоциацией книготорговцев. 

### Серия романов оХарри Холе
Серия описывает Харри Холе, сотрудника криминальной полиции Осло, позже перешедшего в Национальную службу уголовных расследований (Kripos). Харри Холе страдает алкоголизмом (борьба с которым проходит через все книги серии), работает над раскрытием преступлений в норвежской столице, а также порой в других странах, от Австралии до Республики Конго. Холе, несмотря на пристрастие к спиртному и неуживчивый характер, раскрывает дела и задерживает опасных преступников, таких как серийные убийцы, грабители банков и члены русской мафии в Осло. Харри Холе также тратит существенное время на борьбу с собственными кошмарами, вызванными алкоголизмом и неустойчивой психикой. Холе скорбит о погибших друзьях-полицейских, и их образы постоянно напоминают ему о прошлом. Романы о Харри Холе являются многослойными, остросюжетными и часто описывают «деву в беде» — женщин в опасности, как, к примеру, в «Снеговике».

### Серия романов о Докторе Прокторе
Серия описывает историю Доктора Проктора, сумасшедшего профессора, ждущего своего звёздного часа, его соседки Лисе и её специфического приятеля Булле. Иногда показываются на горизонте злобные близнецы Трульс и Трюм Тране. Серия напоминает книги Роальда Даля. В ней говорится о «важности того, чтобы быть тем, кто ты есть, и о способности человеческого творческого потенциала и воображения придавать вам храбрость для того, чтобы быть собой».

### Серия романов «Кровь на снегу»
В октябре 2013 года планировалось, что Ю Несбё под псевдонимом Том Йоханссон напишет три романа цикла «Кровь на снегу», а кинокомпания Warner Bros. совместно со студией Леонардо Ди Каприо купили права на роман «Кровь на снегу», чтобы снять фильм, но фильм так и не был снят. 
В результате в 2015 году свет увидела дилогия: «Кровь на снегу» и «И прольётся кровь».

В основе сюжета - история романтика-наемного убийцы по имени Улав, у которого есть строгий принцип не убивать женщин. Но босс заказал ему убить собственную жену. И киллер сначала пускается в противоречия, а потом влюбляется в свою жертву и вынужден пуститься в бега. 
В сентябре 2024 года стало известно, что Аарон Тейлор-Джонсон, Том Харди и режиссёр Кэри Фукунага объединились для съёмок криминального триллера "Кровь на снегу". Ю Несбё совместно с Беном Пауэром согласился стать сценаристом фильма по мотивам собственной книги. 

### Другие проекты
В 2011 году была экранизирована книга «Охотники за головами», вышел одноимённый фильм - норвежский криминальный триллер режиссёра Мортена Тильдума. 
Телевизионный детективный сериал  Okkupert («Оккупированные»), основанный на концепции Ю Несбё и произведённый совместно NRK в Норвегии и французско-немецкой телесетью Arte, вышел на экраны в 2015 году. 
Компания Yellow Bird (сериал Wallander и фильмы «Охотники за головами» и «Девушка с татуировкой дракона») начала работу над первым сезоном из десяти эпизодов в 2014 году. Сериал описывается как многослойный политический триллер, представляющий события, которые могли бы произойти, если бы в Норвегию по просьбе Евросоюза вторглась Россия, чтобы восстановить бесперебойные поставки нефти и газа в Европу.
В 2024 году по произведению «"Ревность" и другие истории» был снят фильм «Убийственная жара» (англ. Killer Heat) - художественный фильм Филиппа Лакота. В главных ролях: Джозеф Гордон-Левитт, Шейлин Вудли и Ричард Мэдден 

### Харри Холе
- 1997 — «Нетопырь» («Полёт летучей мыши») (норв. Flaggermusmannen)
- 1998 — «Тараканы» (норв. Kakerlakkene)
- 2000 — «Красношейка» (норв. Rødstrupe)
- 2002 — «Не было печали» («Немезида», «Богиня мести») (норв. Sorgenfri)
- 2003 — «Пентаграмма» (норв. Marekors)
- 2005 — «Спаситель» (норв. Frelseren)
- 2007 — «Снеговик» (норв. Snømannen) (по произведению снят одноимённый фильм)
- 2009 — «Леопард» (норв. Panserhjerte)
- 2011 — «Призрак» (норв. Gjenferd)
- 2013 — «Полиция» (норв. Politi)
- 2017 — «Жажда» (норв. Tørst)
- 2019[21][22] — «Нож» (норв. Kniv)
- 2022 — «Кровавая луна» (норв. Blodmåne)

### Доктор Проктор
- 2007 — «Доктор Проктор и его волшебный порошок» (норв. Doktor Proktors prompepulver)
- 2008 — «Доктор Проктор и его машина времени» (норв. Doktor Proktors tidsbadekar)
- 2010 — «Доктор Проктор и конец света (как бы)» (норв. Doktor Proktor og verdens undergang)
- 2014 — «Доктор Проктор и великое ограбление»

### Кровь на снегу
- 2015 — «Кровь на снегу»[16]
- 2015 — «И прольётся кровь»[23] (по произведению снят фильм «Висящее солнце»)

### Королевство
- 2020 — «Королевство»
- 2024 — "Kongen av Os" (англ. Blood Ties)[12]

### Отдельные произведения
- 1999 — Stemmer fra Balkan/Atten dager i mai (совместно с Espen Søbye)
- 2001 — Karusellmusikk (сборник рассказов)
- 2007 — Det hvite hotellet;
- 2008 — «Охотники за головами» (норв. Hodejegerne, по произведению снят одноимённый фильм)
- 2014 — «Сын» (норв. Sønnen)
- 2018 — «Макбет» (ремейк пьесы "Макбет" Шекспира)[24]
- 2021 — «„Ревность“ и другие истории» (англ. The Jealousy Man and Other Stories)[25] (по произведению снят фильм "Убийственная жара")
- 2021 — «„Крысиный остров“ и другие истории» (англ. Rat Island and Other Stories)[26]
- 2023 — "Natthuset" (англ. The Night House)[27]
- 2025 — "Minnesota" (англ. Wolf Hour)[28]

## Премии и номинации
- 1997 — The Riverton Prize в номинации «Лучший норвежский детективный роман года» за роман «Нетопырь»
- 1998 — The Glass Key Award в номинации «Лучший скандинавский детективный роман» 1998 за роман «Нетопырь»
- 2000 — Премия The Norwegian Booksellers' Prize в номинации «Лучший роман 2000 года» за роман «Красношейка»
- 2002 — Премия The Mads Wiel Nygaards Bursary за роман «Не было печали»
- 2004 — Премия «Лучший когда-либо написанный норвежский детективный роман», присуждаемая Норвежским книжным клубом за роман «Красношейка»
- 2010 — Номинация на премию Эдгара По за роман «Не было печали»
- 2010 — Литературная премия Ассоциации норвежских критиков «За лучшую книгу для детей и юношества» за «Doktor Proktor og verdens undergang. Kanskje».
- 2013 — премия Пер Гюнта (Норвегия)
- 2014 - Премия «Выбор читателей Мартинуса» в номинации "Лучший иностранный автор года" (Словакия)
- 2014 - Премия «Петербургские чтения» в номинации "Лучший международный автор года" (Россия)
- 2016 - Почетная премия Ривертона (Норвегия)
- 2016 - Номинация Европейской премии «Звезда криминальной фантастики» (Германия)
- 2017 - Премия «Загадка Хоньяку» за роман «Кровь на снегу» (Япония)
- 2017 - Почетная премия Бореалеса (за все его литературное творчество) (Франция)
- 2017 - Премия «Северный нуар» за лучший триллер года за роман "Жажда" (Швеция)
- 2018 - Премия Рэймонда Чандлера (за достижения всей жизни)
- 2018 - Премия Icepick Award в номинации "Лучший переведенный криминальный роман года" за роман "Сын" (Исландия)
- 2019 - Номинация премии Public Book Awards (лучший переведенный роман) за роман "Макбет" (Греция)
- 2020 - Премия Ривертона в номинации "Лучший норвежский детективный роман года" за роман "Нож" (Норвегия)
- 2020 - Премия CoScan «Человек года в Северной Европе» (Великобритании)
- 2023 - Премия Франсиско Гонсалеса Ледесмы (за все литературное творчество) - Испания
- 2023 - Почетный доктор Университета Западной Аттики (за его богатый труд, вклад в литературу и популяризацию чтения) - Греция
- 2024 - Премия Пепе Карвальо (за все литературное творчество) - Испания [29]